# 大學聯合招生考試
大學暨獨立學院入學考試（英語：Joint College Entrance Examination），簡稱大學聯招或大學聯考，是台灣教育史上曾經存在的公私立大學入學考試。2002年廢除大學聯考，改以「多元入學方案」取代。

## 歷史

### 大專聯合招生時期（民國43年－60年）
中華民國政府遷台初期，大學入學考試是由各校獨立辦理招生考試；每到暑假，考生必須分別前往各校應試，疲於奔命。民國43年（1954年），教育部部長張其昀主張聯合招生，責成當時四所公立大學——國立台灣大學、臺灣省立師範學院、臺灣省立農學院、臺灣省立工學院——組成「大專聯招會」負責招生事宜，參與招生的學校包含大學及專科學校。
大專聯招分為甲、乙、丙、丁四組，考試科目略有不同，並採取考生先填志願、後考試的分發模式。
| 組別 | 招生科系         | 考試科目                                   |
| ---- | ---------------- | ------------------------------------------ |
| 甲組 | 理、工學院各科系 | 國文、英文、三民主義、理科數學、物理、化學 |
| 乙組 | 文學院各科系     | 國文、英文、三民主義、文科數學、歷史、地理 |
| 丙組 | 農、醫學院各科系 | 國文、英文、三民主義、理科數學、化學、生物 |
| 丁組 | 法、商學院各科系 | 國文、英文、三民主義、文科數學、歷史、地理 |

### 舊制大學聯合招生時期（民國61年－72年）
民國61年（1972年），大學與專科學校分開舉辦聯合招生考試。此時期的大學聯考仍採甲、乙、丙、丁四組分組考試，並延續大專聯招時期先填志願、後考試的分發模式。

### 新制大學聯合招生時期（民國73年－90年）
民國73年（1984年），改分為一、二、三、四類組考試，並可跨組選考。
| 組別     | 招生科系             | 考試科目                                               |
| -------- | -------------------- | ------------------------------------------------------ |
| 第一類組 | 文、法、商學院各科系 | 國文、英文、三民主義、數學乙（社會組數學）、地理、歷史 |
| 第二類組 | 理、工學院各科系     | 國文、英文、三民主義、數學甲（自然組數學）、物理、化學 |
| 第三類組 | 醫學院各科系         | 國文、英文、三民主義、數學甲、物理、化學、生物         |
| 第四類組 | 農學院各科系         | 國文、英文、三民主義、數學甲、化學、生物               |